# 1219 Britta
1219 Britta (1932 CJ) is tiểu hành tinh vành đai chính được phát hiện ngày 6 tháng 2 năm 1932 bởi Max Wolf ở Heidelberg.